# Мулярчук Іван Матвійович
Мулярчук Іван Матвійович (27 липня 1930; с. Острожець, нині Млинівського району Рівненської області — 18 травня 2020, Тернопіль) — український скульптор. Член НСХУ (1992). Головна тема більшості робіт — шевченкіана й національне відродження. Батько Дмитра Мулярчука.

## Життєвий шлях
Іван Матвійович Мулярчук народився 27 липня 1930 року в селі Острожці Рівненської області в багатодітній, національно-патріотичній родині Матвія й Анастасії Мулярчуків. У церковній книзі записали, що він народився 25 липня, а в нотаріальній — 27-ого. У родині було семеро дітей. Старшого брата забрали в Радянську армію, але він утік в УПА та зник безвісти після Другої світової війни. Сестра була зв'язковою УПА. Родину дивом не вивезли в Сибір, дядька вислали в робоче поселення Сухобезводне Нижньогородської області.
За часів польського панування ходив навчатися у єврейське містечко за два кілометри від дому, але потім його винищили німці. 1952 року закінчив одночасно Острозьку середню і Луцьку художню школи. Але потім у Львові й Луцьку вчитися йому не давали. Упродовж 1960-1970-х років жив і навчався на Кубані там і почав займатися скульптурою. 1964 року у станицях Полтавська і Київська, а також на хуторі Шевченка спорудив пам'ятники воїнам-односельцям, полеглим на фронтах Другої світової війни. Загалом, у 1960-х роках скульптор створив у Краснодарському краю шість монументальних творів воєнної тематики.
1967 р. в Краснодарі дипломною скульптурною композицією «Рибак Азов'я» закінчив з відзнакою художньо-графічний факультет Кубанського державного педагогічного інституту (нині університет РФ). 1970 року зробив меморіал пам'яті у станиці Старотиторівська.
Від 1970 р. жив і працював у Тернополі.
Помер 18 травня 2020 року на 90-му році життя.

## Творчість
Скульптором мріяв бути ще зі шкільних років. Починав свій творчий шлях із живопису. Вперше взяв пензель до рук будучи семикласником. Перші картини написані олійними фарбами. Головною темою з понад 200 робіт є людина. Працює в галузі станкової монументальної скульптури, для своїх робіт використовує: мармур, граніт, камінь-пісковик, бронзу, мідь, штучний камінь, гіпс, глину, дерево і цемент. Автор більше 40 монументальних пам'ятників (Кубань, Оренбург, Волинь, Рівенська область, Тернопілля). .
Роки творчості І. Мулярчука можна розділити на два періоди: радянський та незалежної України. Упродовж 1970-1990-их рр. створив портретну галерею своїх сучасників-тернополян та низку меморіальних скульптур. У 80-ті створив близько шістидесяти робіт, із них — 6 пам'ятників і 54 станкових скульптур.
Перша робота скульптора в Тернополі — це пам'ятник Іванні Блажкевич у Денисові. За сорок років творчої діяльності у одинадцяти районах Тернопільщини встановив 37 пам'ятників.
Вершиною творчості є тернопільський період кінець XX — початку XXI століття.

### Доробок
Портрети
- Т. Бугайченка (1977, тонований гіпс, 80×20×30)[6],
- Г. Шостацького (1978, тонований гіпс, 65×30×35)[6],
- двічі Героя Соціалістичної Праці Є. Долинюк (1977, тонований гіпс, 70×40×35)[6],
- А. Міхеєва (1977),
- Б. Чайковського (1983).

Пам'ятні таблиці в Тернополі
- Северинові Дністрянському (у співавторстві з архітектором С. Дирявко; 1989),
- Йосипові Вітошинському (1992),
- Василеві Стефанику (1992).

Пам'ятники
- понад 20 пам'ятників Тарасові Шевченку в Тернопільській області, на Рівненщині та на Волині[8], зокрема в
  - с. Вербовець Лановецького району (1989).
  - с. Романівці Тернопільського району (2010, у співавторстві)[9],
- Іванні Блажкевич у с. Денисів Козівського районів (1989),
- Степанові Чарнецькому в с. Шманьківці Чортківського району (1991),
- Іванові Франку в с. Цигани Борщівського району (1992),
- Денисові Лукіяновичу в с. Городниця Гусятинського (1993)
- Кирилові Студинському в с. Кип'ячка Тернопільського району (1993),
- Василеві Сімовичу (1995),
- Павлові Думці в с. Денисів Козівського районів (1999) та інших.
- «2000-ліття Різдва Христового» (2000).

Остання робота — погруддя Богдана Хмельницького для музею у Збаражі.

### Цитати
| Я з дитинства найбільше любив Шевченка та Руданського. Вивчав їхню творчість і коли НКВД вивозило речі з батьківської хати через різні підозри, то найбільше я шкодував за книгами, серед яких були і твори Кобзаря... |
| В Україні мені вчитися недавали. З одного інституту вигнали, з іншого теж. Довелося їхати в Краснодарський край. Тільки там я і зміг вивчитись нарешті на скульптора. |.
| До нас приїхав в село із Польщі іконописець. Подивився, якось я йому сподобався, каже: я вам даю фарби, і даю вам кісті, і прошу, малюйте. Почав малювати - о, ти добре будеш малювати! [12]. |

### Виставки
Учасник обласних, зональних, всеукраїнських, республіканських, всесоюзних та зарубіжних виставок. Від 1971 — учасник збірних виставок у містах Тернопіль, Львів, Київ, Москва (нині РФ). Спільна виставка з Ігорем Бортником — у Тернополі в 1987 році, Індивідуальна виставка — в Тернопільському художньому музеї в липні-серпні 2015.
2010 року до свого 80-ліття організував виставку робіт у приміщення обласної організації НСХУ.
Директор Тернопільського обласного художнього музею Ігор Дуда 26 липня 2015 року на відкритті індивідуальної виставки скульптора зазначив, що «мистецтво Тернопільщини, і Тернополя зокрема, без творчості Івана Мулярчука було б, звичайно, неповним. Отак єднаються Волинь і Галичина у творчості Мулярчука».

### Альбом
У 2010 році у видавництві «Терно-граф» вийшов альбом Івана Мулярчука, в якому відображена творча праця скульптора протягом його життєвої діяльності.

## Родина
Дружина Горбенко Ніна Михайлівна (нар. 1940 р. на Кубані — пом. 2022 р. у Києві). Сини: Дмитро (нар. 1965) — скульптор, Євген (нар. 1970) — філософ та п'ятеро онуків.